# Nycteribia mikado
Nycteribia mikado är en tvåvingeart som beskrevs av Maa 1967. Nycteribia mikado ingår i släktet Nycteribia och familjen lusflugor. Inga underarter finns listade i Catalogue of Life.